# Duplicado de llaves

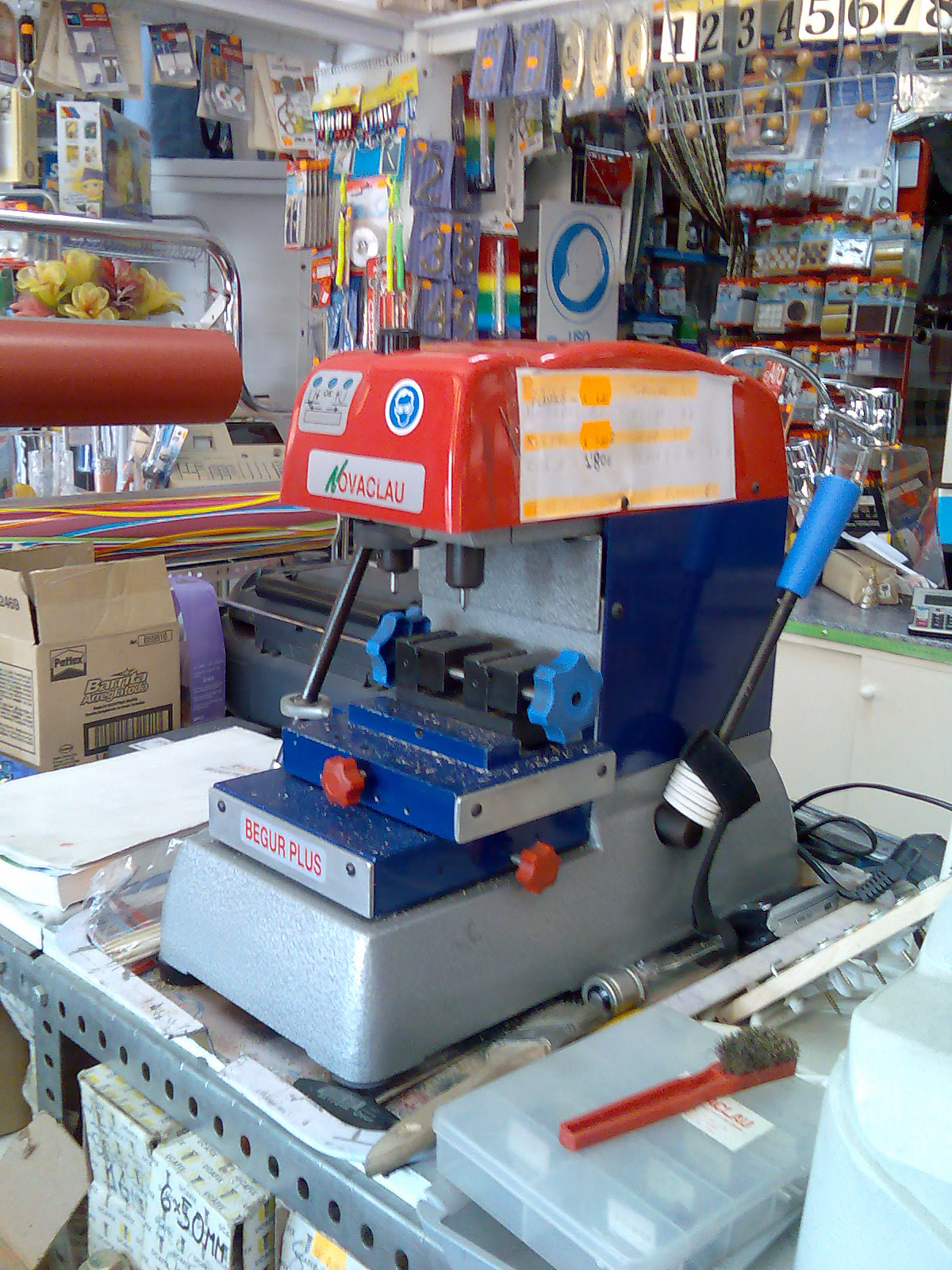
Máquina copiadora de llaves de seguridad.

El duplicado de llaves es la obtención de una llave capaz de mover una cerradura correctamente. El método más común y extendido para la consecución de una llave operativa es a través de la máquina duplicadora de llaves, aunque existen otros medios, por ejemplo el uso a mano de la lima.

## Historia del duplicado de llaves

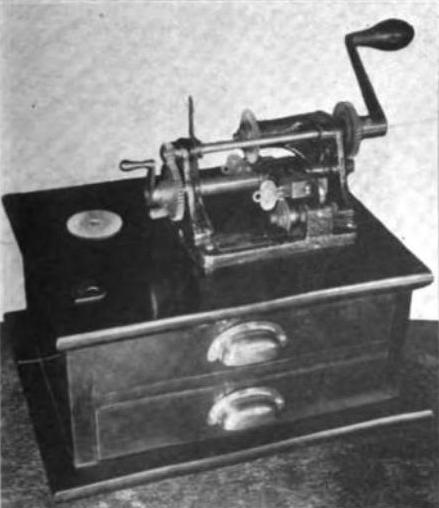
Máquina copiadora de llaves mecánica, creada hacia 1917.

No fue sino hasta 1917 cuando, en Estados Unidos, se pudo inventar una máquina que permitiera un rápido duplicado de llaves planas metálicas, lo que contribuyó a la proliferación de estos aparatos durante el siglo XX.
Esta máquina fue inventada en el año 1916 por Andrew Heldrich en Philadelphia, USA, pero fue cedida a Philip Kovsky quien la patentó el 13 de marzo de 1917, de acuerdo a la patente número: US 1218653, acorde con el Instituto de Propiedad Intelectual de dicho país.

The key to be duplicated is placed in one vise and the blank key to be cut in a corresponding vise under the cutting disk. The vise carriage is then into such position by means of a lateral-feed clutch that the shoulders of both the pattern and blank keys just touch the guide disk and cutter respectively. The lateral-feed clutch on the top of the machine is then thrown, and the vertical feed rod released into action and power applied through the combination hand-crank power wheel on the right of the machine, until the cutter has passed over the entire length at the blank. A duplicate of the pattern key is obtained in about one minute.

La llave a duplicar se coloca en una mordaza y la llave virgen en otra mordaza bajo la fresa. El soporte de ambas mordazas se pone en posición a través de un embrague para su deslizamiento longitudinal; de forma que los bordes de la llave patrón y de la llave virgen toquen el palpador y la fresa, respectivamente. Tras ello, se libera el embrague y la barra vertical entra en acción. La fresa, accionada por una manivela sita a la derecha de la máquina pasa entonces por toda la longitud de la llave. Se obtiene así una copia de la llave patrón aproximadamente en un minuto.
"Man And His Machines", The World's Work XXXIII:6 April, 1917

## Partes de la máquina duplicadora

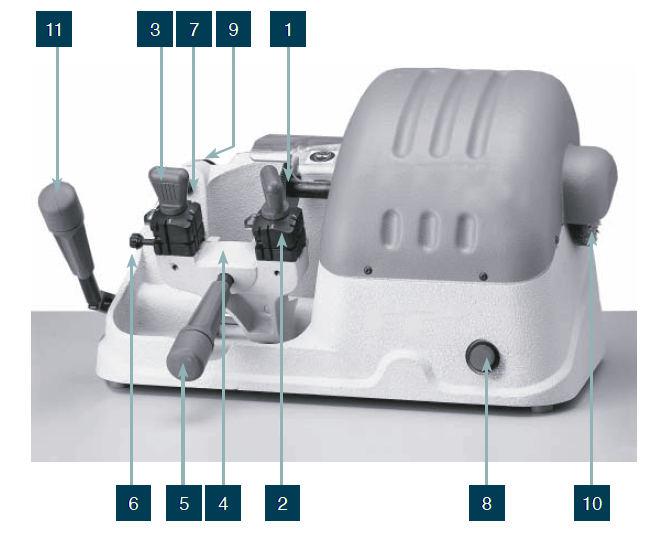
Partes de una Máquina Duplicadora

1. Fresa: herramientas de corte, utilizadas para dar la forma del corte de la llave.
2. Mordazas de cuatro lados: permiten sujetar por fricción la llave de forma continua.
3. Manilla de la mordaza: permite aflojar o apretar las llaves.
4. Carro: base movible, que permite el desplazamiento hacia los otros componentes.
5. Manilla del carro: dispositivo para manejar la precisión del carro.
6. Tope abatible: mecanismo para delimitar el área de trabajo.
7. Palpador: recorre el perfil de una llave original permitiendo hacer la copia de ésta.
8. Interruptor puesta en marcha: enciende y apaga la máquina.
9. Mando de regulación del palpador: ajusta la altura del palpador.
10. Cepillo: utilizado para limar las imperfecciones resultantes del proceso.
11. Mango de avance del carro: dispositivo para manejar la dirección del carro.

## Copia de llaves

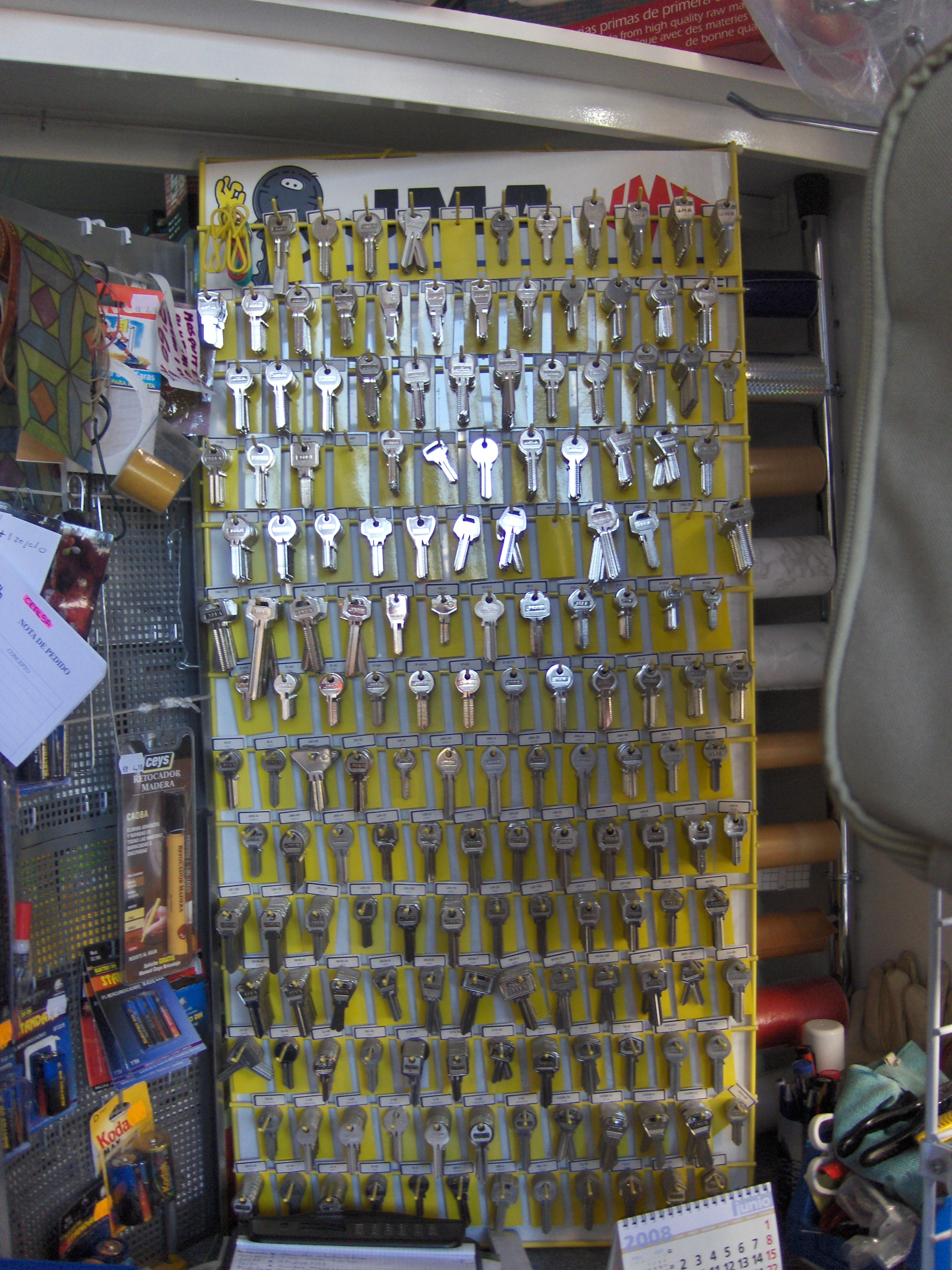
Existen grandes surtidos de llaves vírgenes.

El método más común y extendido para duplicar una llave es la copia, para esto se debe seguir una serie de pasos que son los siguientes: 
- Introducir la llave original en la mordaza izquierda, cuidando el borde de la misma.

- Apretar la mordaza, manteniendo la llave debidamente apoyada sobre la base.

- Introducir la llave a duplicar en la mordaza derecha y antes de apretarla elevar el calibre, alineando las llaves.

- Las dos llaves deberán introducirse por la parte izquierda de las respectivas mordazas.

- Retirar el calibre.

- Poner en marcha la máquina y desbloquear el carro.

- Acercar las llaves hacia el palpador y a la fresa.

- Apoyar la llave original contra el palpador y comenzar a trabajar, desplazando el carro de derecha a izquierda, utilizando el brazo.

- Terminado el duplicado de la llave, volver el carro a su posición inicial, activar el tope abatible, aflojar las mordazas y retirar las llaves.

- Utilizar el cepillo si es necesario para quitar las rebabas y así evitar que se atasquen dentro de la cerradura, impidiendo su correcto funcionamiento e, incluso, bloqueándola.

El principio original de la máquina se ha conservado con el paso de los años, pero esto no quiere decir que no haya tenido adelantos, dentro de los más importantes encontramos la mejora de sus componentes, la creación de la máquina duplicadora de alta seguridad y la mayor precisión en los cortes.
Estas máquinas están disponibles en ferreterías y cerrajerías especializadas, aunque no siempre es posible encontrar las llaves vírgenes adecuadas.
Algunas llaves están diseñadas para dificultar su copia. Existen otras en las que se encuentra grabada la leyenda "no duplicar".

## Duplicado de mandos y llaves remotas

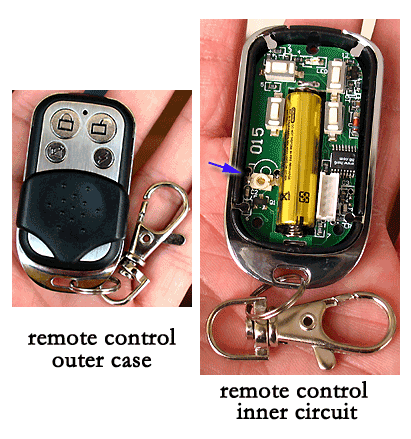
Una foto típica tanto de la carcasa exterior como del circuito interno de un mando abrepuertas de garaje.

Muchos controles remotos del abrepuertas de garaje usan codificación de código fijo que usa interruptores DIP o soldadura para hacer el proceso de codificación de pines de dirección, y generalmente usan pt2262 / pt2272 o circuitos integrados compatibles. Para estos controles remotos de abrepuertas de garaje de código fijo, uno puede clonar fácilmente el control remoto existente utilizando un duplicador de control remoto de autoaprendizaje (copia remota) que puede hacer una copia del control remoto usando el copiado cara a cara.